# 長瀬博
長瀬 博（ながせ ひろし、昭和22年（1947年）8月8日 - ）は日本の創薬化学者。筑波大学国際統合睡眠医科学研究機構教授。元北里大学薬学部 教授（2004年4月〜2013年3月）、元東レ 医薬研究所 所長（2001年4月〜2004年3月）。研究分野はメディシナルケミストリー、有機合成化学、オピオイド創薬、プロスタグランディン創薬。岐阜県土岐市出身。

## 略歴
- 1971年 名古屋大学理学部を卒業。
- 1976年 名古屋大学理学博士号取得（平田義正研究室）。
- 1976-2004年 東レ基礎研究所。
- 1985-87年 ミネソタ大学留学（Philip S. Portoghese研究室）。
- 2001-04年 東レ医薬研究所 所長。
- 2004年-2012年 北里大学薬学部教授。
- 2013年 筑波大学国際統合睡眠医科学研究機構教授。
- 2014年 筑波大学大学院人間総合科学研究開学系専攻、数理物質科学研究科　教授（兼担）。
- 2015年 ライフイノベーション学位プログラム教授（兼担）。
- 2018年 同上　特命教授。
- 2022年4月　自治医科大学　客員教授，筑波大学　名誉教授
- 2022年5月　国立癌センター研究所　客員研究員
- 2023年2月　鹿児島大学客員教授
- 2023年4月　東京理科大学客員教授

## 業績
東レ時代、安定型プロスタサイクリンの開発に従事し、経口プロスタサイクリン(PGI2)誘導体製剤ドルナーを開発（1992年）した。その後本格的に欧米の創薬研究を学ぶためにオピオイド研究の第一人者であるミネソタ大学Philip S. Portogheseに師事し、オピオイド研究を開始する。留学の間にも有用なオピオイドリガンドであるnorBNI（kappa antagonist）やBNTX（delta antagonist）の開発に携わる。帰国後オピオイド研究をさらに発展させ、経口掻痒症改善剤レミッチ（ナルフラフィン）の開発に成功している(「世界を救った日本の薬,塚崎朝子著 p236-250」)。ナルフラフィンはκオピオイドリガンドとしては世界で初めての医薬品であり、教科書にも取り上げられている。ドルナー、レミッチと人生で2つの医薬品を世に送り出した創薬化学の第一人者である。
北里大学を定年退職後、オレキシンの発見者として知られる柳沢正史が拠点長を務めるWPIプログラム筑波大学国際統合睡眠医科学研究機構のPrincipal Investigatorとして招聘された。筑波大学ではオレキシン受容体を標的とした創薬研究を行っており、世界初のオレキシン受容体アゴニストを見出している。

## 受賞歴
- 1995年 第41回大河内記念技術賞
- 1996年 第37回有機合成化学協会賞
- 1996年 全国発明表彰弁理士会会長賞
- 1997年 日本薬学会創薬科学賞
- 2010年 第51回有機合成化学協会賞
- 2010年 日本薬学会創薬科学賞
- 2013年 第59回大河内記念技術賞
- 2013年 全国発明表彰発明賞
- 2014年 第14回山崎貞一賞